# Miro Pajic
Miro Pajic (* 1974 oder 1975 in Frankfurt am Main, bürgerlich Miroslav Pajic) ist ein deutscher Techno-Produzent und -DJ.

## Biografie
Miro Pajic, geboren und aufgewachsen in Frankfurt am Main, ist der Sohn einer deutschen Mutter und eines serbischen Vaters. Als Kind und Teenager interessierte er sich vor allem fürs Zeichnen, Malen und für Graffiti, Musik war ihm ebenfalls wichtig. Als musikalischen Einfluss nennt er Veröffentlichungen aus den 1960er bis 1980er Jahren, angefangen von Soul, Rock ’n’ Roll bis 80er Pop und Interpreten wie u. a. Earth, Wind & Fire, Eddie Grant, Genesis, ZZ Top, Little Richard, The Beatles, Michael Jackson oder auch „serbische Klassiker“ aus den 70ern und 80er Jahren. Als Teenager war Pajic auf Hip-Hop sowie Thrash Metal und düsteren Death Metal fokussiert.
Pajic entdeckte 1991 zufällig Techno, den Besuch der Frankfurter Diskothek Omen, der maßgeblichen Einfluss auf seine spätere musikalische Karriere hatte, bezeichnet er als „Offenbarung“. Dort kam er u. a. in Kontakt mit Veröffentlichungen der Musiklabels Underground Resistance, Plus 8, R&S Records, Planet Core Productions (PCP) und Rising High Records.
Nachdem ihm ein Freund ein einfaches Musikprogramm für seinen Commodore-64-Computer gab, begann Pajic 1992/1993 im Alter von 16, 17 Jahren mit dem Produzieren von Musik. Ende 1992 machte er Bekanntschaft mit den Produzenten des von ihm geschätzten Frankfurter Labels Planet Core Productions (PCP). Einer der Labelgründer und dortiger Hauptproduzent Marc Acardipane, den Pajic heute noch als Freund bezeichnet, lieh ihm u. a. eine Roland TR-606-Drummachine und einen Roland MC-202-Sequencer, um damit eine Demoaufnahme für dessen Label aufzunehmen.
Zwei (Arize und Destroy) seiner ausschließlich auf Kassette aufgenommenen Demo-Tracks wurden schließlich in Zusammenarbeit mit PCP und dem eigenen Vertrieb PCD (Planet Core Distribution) im Spätjahr 1993 als 7"-Vinylsingle unter Pajics Pseudonym Miro veröffentlicht. Mit der Musikproduktion und der Tätigkeit als DJ verdiente er fortan Geld, bekam von seinem Musikverleger einen finanziellen Vorschuss und investierte das Geld in den Ausbau seines Musikequipments.
Musikalisch prägten ihn zu dieser Zeit neben Labels wie z. B. Planet Core Productions und Plus 8, auch der italienische Produzent und DJ Lory D (den er als „eines der am meisten unterschätzten Genies“ ansieht), später auch The Horrorists Label Things To Come Records. Pajic produzierte in den Folgejahren insbesondere im Hardcore-Techno- und Doomcore-Bereich (auch Gabber, Speedcore und Terror, teilweise auch mit Death-Metal-Anleihen), veröffentlichte jedoch auch Techno-, Breakbeat- und Ambient-Tracks. Musikalisch waren seine Produktionen meist düster, melancholisch gefärbt, so u. a. auch der 1996er Track Dimension Of The Doomed den er zusammen mit dem Franzosen Dr. Macabre (in der Techno-Szene bekannt als Lunatic Asylum) produzierte. Teilweise enthielten Pajics Produktionen hingegen auch Elemente, die entfernt an Hard Trance erinnerten.
Ab 1997 bildete er unter dem Pseudonym Steve Shit mit dem Langener Rapper Fast H. (Hassan Annouri) das Duo Tschabos (einer Art Nachfolge-Gruppe von Smash?, bestehend aus Marc Acardipane, Hassan Annouri und Roy Batty), das Hardcore Techno mit deutschsprachigem Rap und Comedy-Elementen kombinierte. Im selben Jahr veröffentlichte Pajic eine EP mit dem New Yorker The Horrorist als SuperPower und produzierte auch für die norddeutsche Hardcore-Techno-Gruppe Nordcore G.M.B.H. unter dem Pseudonym Billy The Kid. Pajics Tracks, die er unter diversen Pseudonymen wie z. B. Miro, E-Man, Hypnotizer, Jack Lucifer oder auch Stickhead (unter diesem Pseudonym veröffentlichte er 1997 auch einen Remix des Tracks King Of The Rotten der US-amerikanischen Band Corrosion of Conformity, veröffentlicht auf einem Sublabel von Lenny Dees Industrial Strength Records) veröffentlichte, wurden im Laufe der Jahre u. a. für CD-Compilations wie Thunderdome, Terrordrome, Frankfurt Trax, Gabberbox oder auch für die von DJ Dean gemixte Tunnel-Trance-Force-Reihe lizenziert.
1999 zog Pajic mit Marc Acardipane nach Hamburg und veröffentlichte fortan auf dessen PCP-Nachfolgelabel Acardipane Records mehrere EPs und die Best-Of-CD Hardcore Made In Frankfurt. Im selben Jahr produzierte er einen für ihn untypischen (da relativ fröhlich klingenden) Remix für Space Frogs Die Unendlichkeit, der nur als Promo veröffentlicht wurde. Ebenfalls 1999 erschien ein DJ-Mix auf der 3er-Mix-CD (die beiden anderen CDs wurden von Neophyte sowie The Masochist gemixt) Heroes Of Hardcore des niederländischen Labels Arcade.
2001 erschien das Tschabos-Album Feierabend, was gleichzeitig auch die letzte Veröffentlichung des Duos war. Ein Jahr später erschien neben Remixen von The Advent und Promo, auch ein Miro-Remix von Mescalinum Uniteds (ein altes Pseudonym von Marc Acardipane) Track We Have Arrived. 2004 veröffentlichte Pajic auf seinem neu gegründeten Label FW Recordings die Best-Of-CD 1993>1999>>>Selected Highlights & Unknown Worx, die auch ältere, unveröffentlichte Stücke enthielt. Wieder mehr fokussiert auf Techno, veröffentlichte er seine Tracks auf seinem Label Redirect Records, als kostenlose MP3-Downloads (2013/2014 wurde ein Teil dieser Tracks in besserer Qualität unter dem Pseudonym MSDMNR digital wiederveröffentlicht) auf seiner Website sowie zunehmend auch auf anderen Labels wie z. B. Censored Records, Klickhouse und Harthouse Mannheim (Nachfolger von Harthouse). Miro Pajic ist seitdem das Hauptpseudonym für seine Techno- und Minimal-Techno-Produktionen.
2004 zog Pajic wieder zurück nach Frankfurt am Main. 2 Jahre später erschien die Hardcore Techno und Techno kombinierende EP E-Machine unter dem Pseudonym E-Man auf Promos Label The Third Movement. Ende 2006 zog Pajic nach Berlin.
Er gründete Anfang 2008 das auf digitale Musikformate (MP3 und WAV) spezialisierte Musiklabel Lazerslut Recordings, auf dem er seine Techno- und Minimal-Techno-Tracks (teilweise in Kooperation mit The Horrorist produziert) veröffentlicht. Im Mai 2008 erschien die aus altem und neuem Material bestehenden Doppel-CD Everything Is Nothing unter dem Pseudonym Hypnotizer. Pajic veröffentlichte als Stickhead im November 2009 auf dem Leipziger Label Strike Records das Album Horror In The Woods, das an seine alten düsteren Hardcore-Techno-, Terror- und Speedcore-Veröffentlichungen, die unter diesem Pseudonym von 1994 bis 2006 auf dem PCP-Sublabel Kotzaak Unltd. erschienen, anknüpfte. Einen Monat zuvor erschienen bereits ältere Produktionen auf der Doppel-CD Harder Than Hard – The Kotzaak Unltd. Platinum Edition, die von ZYX Music vertrieben wurde.
Im Laufe seiner Techno-orientierten Phase produzierte Pajic Remixe für Produzenten wie The Horrorist, Pig & Dan, Marc Houle, Tony Rohr und Deepgroove. Auch wurden Pajics Produktionen und Remixe ab 2012 auf dem von  Marc Houle, Troy Pierce und Magda betriebenen Berliner Label Items & Things veröffentlicht.
Im Juni 2017 veröffentlichte er das bereits 2002 produzierte Album Contaminated Black Planet unter seinem Pseudonym Jack Lucifer in digitalen Musikformaten, ebenfalls die Best-Of-Veröffentlichung Best Of M-Series (als Stickhead). Im November desselben Jahres erschien die Ruins EP als Stickhead auf dem Schweizer Label Terrornoize Industry. 2018 erschien auf letztgenanntem Label die EP Totale Dunkelheit EP unter dem Pseudonym The Kotzaak Klan (ursprünglich ein Trio bestehend aus Miro Pajic als Stickhead, Pan Springer alias P.A.N./Jack Stanton und Planet-Core-Productions-Mitbegründer Thorsten Lambart alias Don Demon/Slam Burt) in Zusammenarbeit mit DJ Skinhead (in diesem Fall bestehend aus The Horrorist).
Im März 2020 veröffentlichte Pajic als Stickhead auf dem Label Kotzaak Unltd. die limitierte Kiss Of Death E.P., die nur via Vorbestellung erhältlich war; Ende Oktober 2020 folgte das aus bereits veröffentlichten Tracks bestehende Mixtape (inkl. Download-Code) Another Kotzaak Carnage - Classics And Highlights, das ebenfalls limitiert ist.
Miro Pajic veröffentlichte seit 1993 über 140 Tonträger und ist nach wie vor vorrangig im Techno- und Minimal-Techno-Bereich als Produzent und DJ tätig.

## Pseudonyme (Auswahl)
- Bold Bob
- David Popperfield
- Destination
- E-Cowboy
- E-Man
- Frozen
- Hypnotizer
- Jack Lucifer
- Miro
- MSDMNR
- Rat Of Doom
- Reign
- Steve Shit
- Stickhead

## Diskografie (Auswahl)
Alben
- 2008: Hypnotizer – Everything Is Nothing (2 CD)
- 2010: Miro – Saturn Drama
- 2017: Jack Lucifer – Contaminated Black Planet

Best-Ofs
- 1999: Miro – Hardcore Made In Frankfurt
- 2001: Tschabos – Feierabend (The Best Of Tschabos) (mit Fast H)
- 2004: Miro – 1993>1999>>>Selected Highlights & Unknown Worx
- 2012: Miro – Highlights
- 2017: Stickhead – Best Of M-Series
- 2021: Miro – Unforgotten Seasons S1
- 2021: Miro – Unforgotten Seasons S2

Singles und EPs
- 2004: Nightride
- 2005: Deceptor
- 2005: Metropolis EP
- 2006: City Jungle
- 2006: 8E's Make Me Sick
- 2007: Help! I'm In Berlin EP
- 2007: Wired Worlds
- 2008: Triple Trouble
- 2008: In The Blur
- 2009: The Persian Eye (mit Tim Xavier)
- 2009: 7 Robots Speak
- 2010: Do It
- 2010: Glue
- 2011: Full Of Emptiness
- 2011: Distance 2
- 2012: Forever
- 2012: Zombie Beauty
- 2013: Club Vampire